# Facundo Pellistri
Facundo Pellistri Rebollo (Montevideo, 20 de diciembre de 2001) es un futbolista uruguayo que juega como delantero en el Panathinaikos F. C. de la Superliga de Grecia.

## Biografía
Nació el 20 de diciembre de 2001 en Montevideo, en el seno de una familia de ascendencia italiana y gallega. Es hijo del contador Marcelo Pellistri y de la médica pediatra Leticia Rebollo. Además de su nacionalidad uruguaya, también posee la nacionalidad española por medio de su bisabuela paterna, quien era oriunda de La Coruña, Galicia. Su padrino es Sebastián Teysera, cantante y vocalista de la banda de rock La Vela Puerca.
Criado en el barrio montevideano de Pocitos, cursó sus estudios en los colegios St. Brendan’s y Ivy Thomas Memorial School. Es graduado de la educación secundaria en la orientación de arquitectura.

## Trayectoria

### Peñarol
Facundo comenzó su carrera futbolística a los 4 años en La Picada, un club de baby fútbol. Tiempo después, tuvo un breve pasaje por River Plate en AUFI y desde el año 2012 comenzó a jugar en las divisiones formativas del Peñarol, club del cual es hincha.  
Sus primeros tres años en Peñarol fueron en AUFI. En 2015 comenzó a formar parte del plantel de formativas de la institución, iniciando en sub-14. En Juveniles, disputó 115 partidos y anotó 49 goles. Integró los planteles de sub-14, sub-15, sub-16 y sub-17. 
En 2017, Pellistri se consagró campeón uruguayo por primera vez, obteniendo el título en sub-16 luego de vencer 2-1 a Defensor Sporting en la final del torneo. Ese mismo año anotó su primer gol clásico. El partido correspondía a la fecha 4 del Torneo Clausura, y sobre el final del convirtió el gol que sentenció el resultado final del partido (2-1). Dicho encuentro frente a Nacional se disputó en el Estadio Centenario, un monumento histórico nacional, siendo su primer partido oficial en dicho escenario.   
En 2018, año en el cual Facundo integraba el plantel de sub-17, fue llamado por primera vez a entrenar con el plantel principal del carbonero, dirigido por Diego López, para realizar la pretemporada de mitad de año en el departamento de Colonia. En aquel entonces, el jugador tenía 16 años y estaba viviendo su primera experiencia con el plantel principal. 
En 2019, el jugador alternó momentos entre el plantel principal y la reserva, en donde disputó 13 encuentros. Finalmente, el 11 de agosto de 2019, debutó en primera división. Ingresó a los 89' frente a Defensor Sporting en el Estadio Luis Franzini, por la fecha 4 del Torneo Intermedio 2019. Si bien tuvo relativamente pocos minutos en cancha, en la primera jugada que protagonizó logró despertar la ilusión de la gente. El encuentro finalizó igualado 2-2. 
Desde ese entonces, Facundo comenzó a ser tenido en cuenta con mayor frecuencia en el plantel principal. El 6 de noviembre de 2019 anotó su primer gol oficial en primera división, en el triunfo 3-1 frente a Cerro por la fecha 10 del Torneo Clausura 2019, disputado en el estadio Luis Tróccoli. Desde su debut comenzó a sumar minutos y rápidamente despertó una gran ilusión en la hinchada de Peñarol, a tal punto de que a los pocos meses de haber debutado fue seleccionado a través de las distintas redes sociales de la AUF como el jugador del público del año 2019. También fue distinguido como integrante del equipo ideal del Campeonato Uruguayo 2019, habiendo tenido participación en tan solo el 50% de los partidos del año correspondiente.
Pero no solo despertó la ilusión e interés de los hinchas. Al poco tiempo de haber sido una gran revelación en el medio local, comenzaron a surgir rumores por parte de grandes instituciones a nivel mundial. Boca Jrs., Atlético de Madrid, Arsenal, Barcelona, Real Madrid y Manchester City; son algunas de las instituciones que habrían manifestado interés por el jugador. En diciembre de 2019 Juan Román Riquelme, vicepresidente de Boca Juniors y exjugador de la institución bostera, elogió públicamente al jugador y declaró que "ya no hay muchos jugadores como él".
En febrero de 2020 se le renovó contrato con Peñarol hasta 2022, en el que se incluye una cláusula de rescisión de 15 millones de dólares, una cifra millonaria e histórica para la institución.

### Manchester United

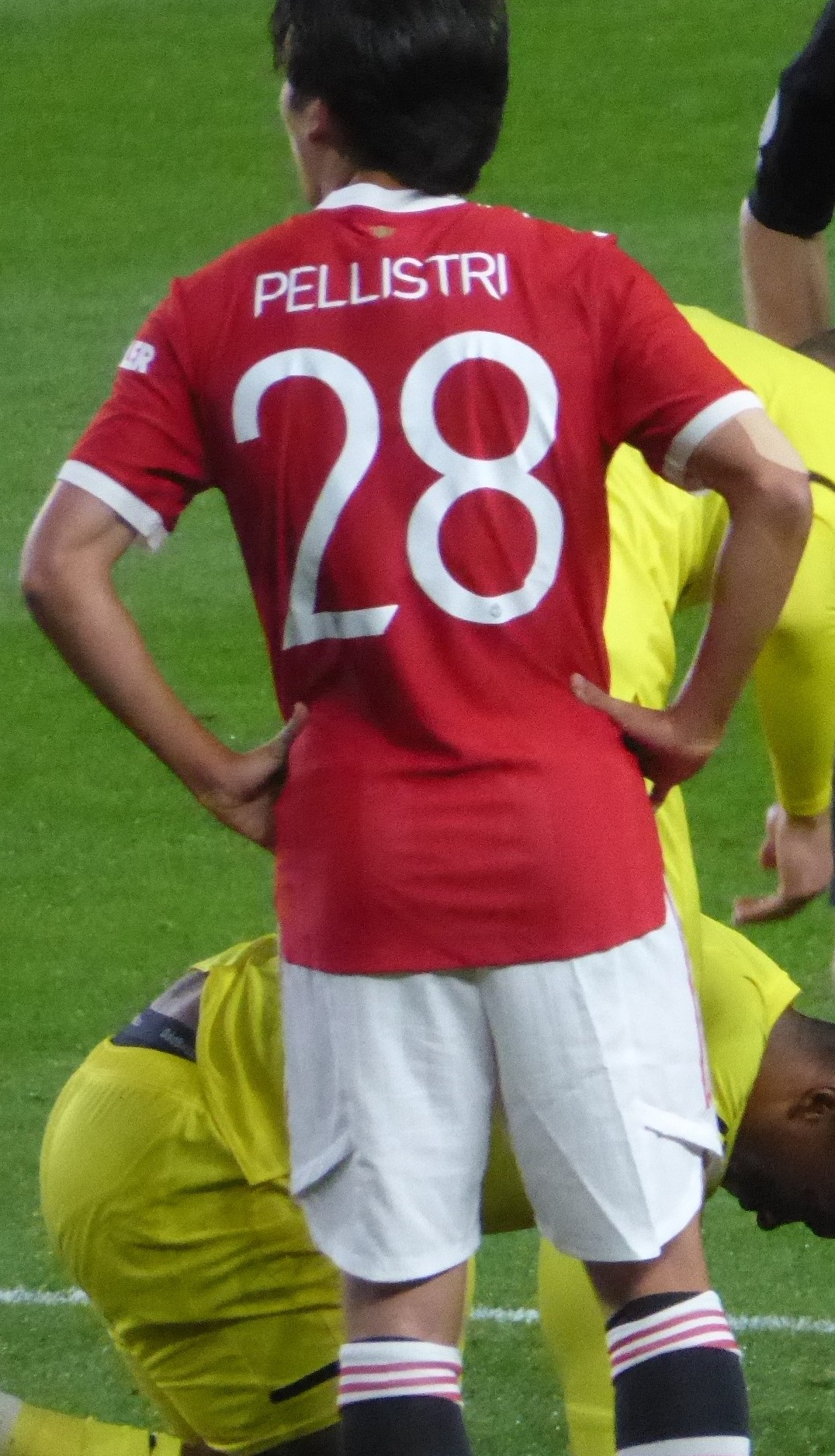
Pellistri de espaldas en 2021, jugando para el Manchester United.

El 5 de octubre de 2020, en la última jornada del mercado de fichajes de verano, fichó por el Manchester United F. C. a cambio de 8,5 millones de euros.
En declaraciones expresó:

"Unirme a un club con la historia del Manchester United es un sueño hecho realidad. He aprendido mucho en Peñarol y me gustaría agradecerles todo lo que han hecho por mí. Tener la confianza del entrenador (Ole Gunnar Solskjær) es algo increíble y sé que trabajar junto a él será algo perfecto para mi desarrollo"

Fue convocado por primera vez a un partido el 21 de octubre en el encuentro de fase de grupos de la Liga de Campeones de la UEFA de visitante contra el París Saint-Germain F. C., pero finalmente no pudo tener minutos.

### España
Sin llegar a jugar ningún partido con el primer equipo, el 31 de enero de 2021 fue cedido al Deportivo Alavés hasta el final de la temporada. El 5 de agosto volvió a ser cedido al mismo equipo hasta el 30 de junio de 2022.
Después de su estancia en Vitoria regresó a Mánchester, donde jugó durante temporada y media antes de volver a España en enero de 2024 tras ser cedido al Granada C. F.
El 21 de agosto de 2024 abandonó definitivamente el conjunto mancuniano al ser traspasado al Panathinaikos.

## Selección nacional
El 27 de enero de 2022 debutó con la selección absoluta de Uruguay saliendo de titular en el partido de clasificación para el Mundial 2022 ante Paraguay que los uruguayos ganaron por cero a uno.

### Participaciones con la selección mayor
| Partidos | Partidos       | Partidos  | Partidos                | Partidos                          | Partidos                   | Partidos | Partidos                   | Partidos                 | Partidos |
| N.º      | Rival          | Resultado | Fecha                   | Lugar                             | Competencia                | Goles    | Cambio                     | DT                       | Ref.     |
| -------- | -------------- | --------- | ----------------------- | --------------------------------- | -------------------------- | -------- | -------------------------- | ------------------------ | -------- |
| 1        | Paraguay       | 1:0       | 27 de enero de 2022     | Asunción, Paraguay                | Eliminatorias Mundial 2022 | –        | 69' por Agustín Canobbio   | Diego Alonso             |          |
| 2        | Venezuela      | 4:1       | 1 de febrero de 2022    | Montevideo, · Uruguay             | Eliminatorias Mundial 2022 | –        | 67' por Agustín Canobbio   | Diego Alonso             |          |
| 3        | Venezuela      | 1:0       | 24 de marzo de 2022     | Montevideo, · Uruguay             | Eliminatorias Mundial 2022 | –        | 83' por Damián Suárez      | Diego Alonso             |          |
| 4        | México         | 3:0       | 2 de junio de 2022      | Glendale, Arizona, Estados Unidos | Amistoso                   | –        | 72' por Manuel Ugarte      | Diego Alonso             |          |
| 5        | Estados Unidos | 0:0       | 5 de junio de 2022      | Kansas City, Estados Unidos       | Amistoso                   | –        | 67' por Fernando Gorriarán | Diego Alonso             |          |
| 6        | Panamá         | 5:0       | 11 de junio de 2022     | Montevideo, · Uruguay             | Amistoso                   | –        | 61' por Diego Rossi        | Diego Alonso             |          |
| 7        | Irán           | 0:1       | 23 de setiembre de 2022 | Sankt Pölten, · Austria           | Amistoso                   | –        | 45' por Nicolás de la Cruz | Diego Alonso             |          |
| 8        | Corea del Sur  | 0:0       | 24 de noviembre de 2022 | Rayán, Catar                      | Copa del Mundo 2022        | –        | 87' por Guillermo Varela   | Diego Alonso             |          |
| 9        | Portugal       | 0:2       | 28 de noviembre de 2022 | Lusail, Catar                     | Copa del Mundo 2022        | –        | 62' por Diego Godín        | Diego Alonso             |          |
| 9        | Portugal       | 0:2       | 28 de noviembre de 2022 | Lusail, Catar                     | Copa del Mundo 2022        | –        | 62' por Diego Godín        | Diego Alonso             |          |
| 10       | Ghana          | 2:0       | 2 de diciembre de 2022  | Al Wakrah, Catar                  | Copa del Mundo 2022        | –        | 62' por Nicolás de la Cruz | Diego Alonso             |          |
| 11       | Japón          | 1:1       | 24 de marzo de 2023     | Tokio, Japón                      | Copa Kirin 2023 (Amistoso) | –        | 68' por Agustín Canobbio   | Marcelo Broli (interino) |          |
| 12       | Nicaragua      | 4:1       | 14 de junio de 2023     | Montevideo, · Uruguay             | Amistoso                   | -        | -                          | Marcelo Bielsa           |          |
| 13       | Chile          | 3:1       | 8 de setiembre de 2023  | Montevideo, · Uruguay             | Eliminatorias Mundial 2026 | –        | 71' por Brian Rodríguez    | Marcelo Bielsa           |          |
| 14       | Ecuador        | 1:2       | 12 de setiembre de 2023 | Quito, · Ecuador                  | Eliminatorias Mundial 2026 | –        | 70' por Agustín Canobbio   | Marcelo Bielsa           |          |
| 15       | Colombia       | 2:2       | 12 de octubre de 2023   | Barranquilla, · Colombia          | Eliminatorias Mundial 2026 | -        | 46' por Cristian Olivera   | Marcelo Bielsa           |          |
| 16       | Brasil         | 2:0       | 17 de octubre de 2023   | Montevideo, · Uruguay             | Eliminatorias Mundial 2026 | -        | 88' por Joaquín Piquerez   | Marcelo Bielsa           |          |
| 17       | Argentina      | 2:0       | 16 de noviembre de 2023 | Buenos Aires, Argentina           | Eliminatorias Mundial 2026 | -        | 88' por Agustín Canobbio   | Marcelo Bielsa           |          |
| 18       | Bolivia        | 3:0       | 21 de noviembre de 2023 | Montevideo, · Uruguay             | Eliminatorias Mundial 2026 | –        | 77' por Facundo Torres     | Marcelo Bielsa           |          |

### Participaciones en Copas del Mundo
| Torneo               | Sede  | Resultado      | Partidos | Goles |
| -------------------- | ----- | -------------- | -------- | ----- |
| Copa Mundial de 2022 | Catar | Fase de grupos | 3        | 0     |

### Participaciones en Copas América
| Torneo            | Sede           | Resultado     | Partidos | Goles |
| ----------------- | -------------- | ------------- | -------- | ----- |
| Copa América 2024 | Estados Unidos | Tercer puesto | 6        | 1     |

## Estadísticas

### Clubes
Actualizado al último partido disputado el 4 de mayo de 2025.
| Club                               | Div.          | Temporada     | Liga  | Liga  | Liga   | Copas nacionales | Copas nacionales | Copas nacionales | Copas internacionales | Copas internacionales | Copas internacionales | Total | Total | Total  |
| Club                               | Div.          | Temporada     | Part. | Goles | Asist. | Part.            | Goles            | Asist.           | Part.                 | Goles                 | Asist.                | Part. | Goles | Asist. |
| ---------------------------------- | ------------- | ------------- | ----- | ----- | ------ | ---------------- | ---------------- | ---------------- | --------------------- | --------------------- | --------------------- | ----- | ----- | ------ |
| C. A. Peñarol · Uruguay            | 1.ª           | 2019          | 20    | 1     | 2      | 0                | 0                | 0                | 0                     | 0                     | 0                     | 20    | 1     | 2      |
| C. A. Peñarol · Uruguay            | 1.ª           | 2020          | 12    | 0     | 1      | 0                | 0                | 0                | 5                     | 1                     | 1                     | 17    | 1     | 2      |
| C. A. Peñarol · Uruguay            | Total club    | Total club    | 32    | 1     | 3      | 0                | 0                | 0                | 5                     | 1                     | 1                     | 37    | 2     | 4      |
| Deportivo Alavés · España          | 1.ª           | 2020-21       | 12    | 0     | 0      | 0                | 0                | 0                | —                     | —                     | —                     | 12    | 0     | 0      |
| Deportivo Alavés · España          | 1.ª           | 2021-22       | 21    | 0     | 0      | 2                | 0                | 0                | —                     | —                     | —                     | 23    | 0     | 0      |
| Deportivo Alavés · España          | Total club    | Total club    | 33    | 0     | 0      | 2                | 0                | 0                | 0                     | 0                     | 0                     | 35    | 0     | 0      |
| Manchester United F. C. Inglaterra | 1.ª           | 2022-23       | 4     | 0     | 0      | 3                | 0                | 1                | 3                     | 0                     | 0                     | 10    | 0     | 1      |
| Manchester United F. C. Inglaterra | 1.ª           | 2023-24       | 9     | 0     | 1      | 2                | 0                | 0                | 3                     | 0                     | 0                     | 14    | 0     | 1      |
| Granada C. F. · España             | 1.ª           | 2023-24       | 15    | 2     | 1      | —                | —                | —                | —                     | —                     | —                     | 15    | 2     | 1      |
| Granada C. F. · España             | Total club    | Total club    | 15    | 2     | 1      | 0                | 0                | 0                | 0                     | 0                     | 0                     | 15    | 2     | 1      |
| Manchester United F. C. Inglaterra | 1.ª           | 2024-25       | 0     | 0     | 0      | 1                | 0                | 0                | ―                     | ―                     | ―                     | 1     | 0     | 0      |
| Manchester United F. C. Inglaterra | Total club    | Total club    | 13    | 0     | 1      | 6                | 0                | 1                | 6                     | 0                     | 0                     | 25    | 0     | 2      |
| Panathinaikos F. C. · Grecia       | 1.ª           | 2024-25       | 24    | 1     | 2      | 4                | 1                | 1                | 7                     | 2                     | 0                     | 35    | 4     | 3      |
| Panathinaikos F. C. · Grecia       | Total club    | Total club    | 24    | 1     | 2      | 4                | 1                | 1                | 7                     | 2                     | 0                     | 35    | 4     | 3      |
| Total carrera                      | Total carrera | Total carrera | 117   | 4     | 7      | 12               | 1                | 2                | 18                    | 3                     | 1                     | 147   | 8     | 10     |

## Palmarés

### Títulos nacionales
| Título          | Club                    | País       | Año     |
| --------------- | ----------------------- | ---------- | ------- |
| Copa de la Liga | Manchester United F. C. | Inglaterra | 2022-23 |
| FA Cup          | Manchester United F. C. | Inglaterra | 2023-24 |

### Distinciones individuales
| Distinción                                                | Año  |
| --------------------------------------------------------- | ---- |
| Fútbolx100 - Jugador revelación del Campeonato Uruguayo   | 2019 |
| Fútbolx100 - Equipo ideal del año del Campeonato Uruguayo | 2019 |
| Premios AUF - Equipo ideal del año                        | 2019 |
| Premios AUF - Jugador del público                         | 2019 |